# Vinnie Colaiuta

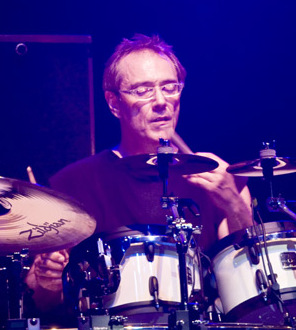
Vinnie Colaiuta (2009)

Vincent Peter Colaiuta (* 5. Februar 1956 in Brownsville, Pennsylvania) ist ein US-amerikanischer Schlagzeuger. Er wirkte bei Studiowerken vieler Künstler mit und gilt als ein einflussreicher Schlagzeuger.

## Werdegang als Musiker

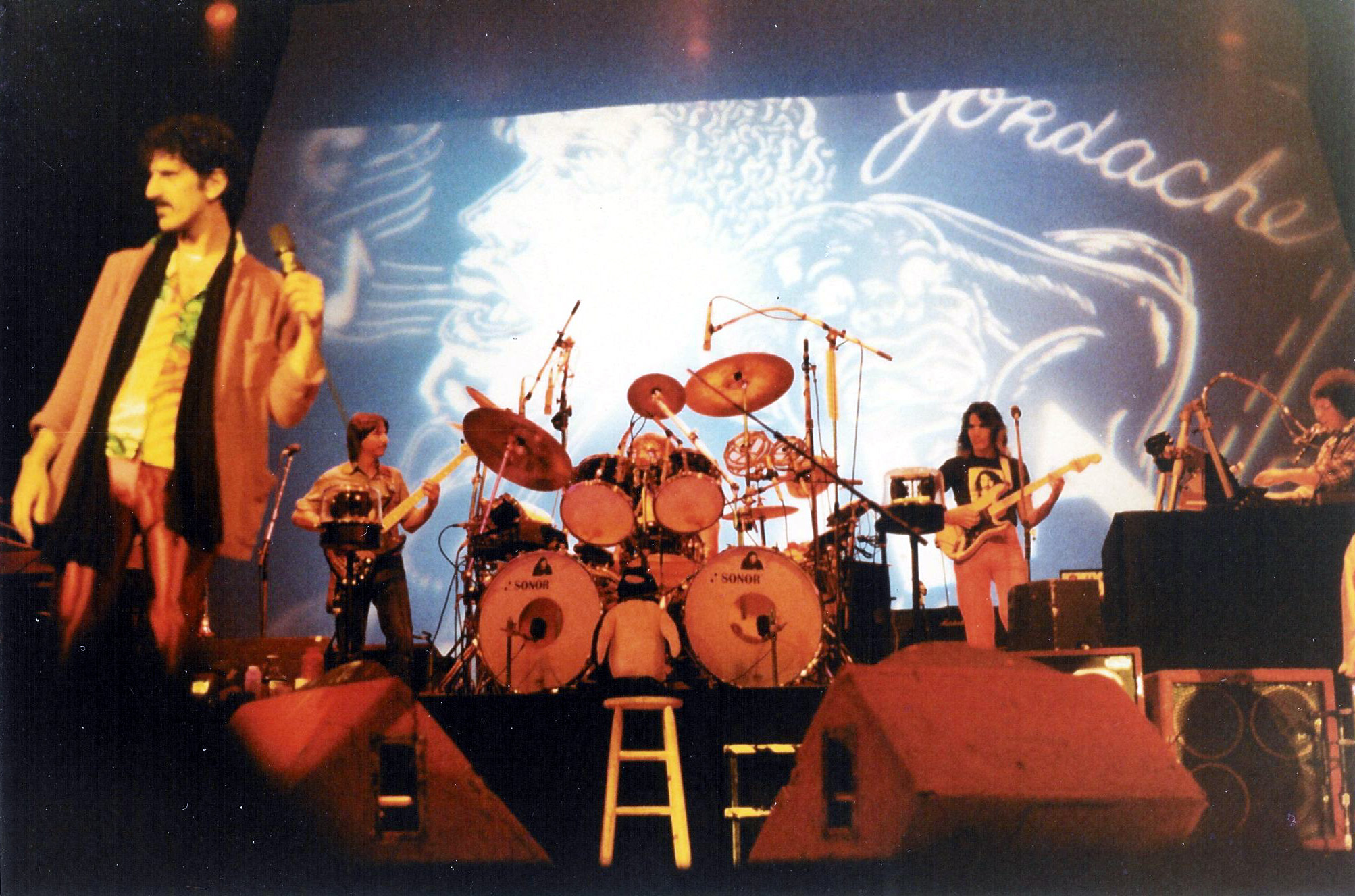
Colaiuta mit Frank Zappa (1980)

Neben dem Schlagzeug lernte Vinnie Colaiuta auch Gitarre und Orgel. Er besuchte ein Jahr lang das Berklee College of Music in Boston, danach zog er nach Los Angeles und spielte in Clubs und Bars Schlagzeug. 
Im April 1978 wurde er nach einem Vorspiel bei Frank Zappa als Studio- und Livedrummer engagiert. Er wirkte für Frank Zappa unter anderem auf den Alben Joe’s Garage, Tinsel Town Rebellion und Shut Up ’n Play Yer Guitar mit, was ihm zum Durchbruch im Musikgeschäft verhalf. Dabei kam ihm zugute, dass er sich in vielen Musikstilen wohlfühlt, beispielsweise in den Bereichen Pop, Rock, Country, Jazz, Blues und Metal. Ein Produzent soll ihm einmal gesagt haben, würfe man Tony Williams und Steve Gadd in eine Mischmaschine, so käme Vinnie Colaiuta heraus.
Nachdem er Zappa 1980 verlassen hatte, spielte Vinnie Colaiuta mit diversen Künstlern zusammen, darunter Herbie Hancock, Jeff Beck, Joni Mitchell, Barbra Streisand, Chaka Khan, Toto und Robben Ford.

## Zusammenarbeit mit Sting
Im Jahr 1990 wurde Colaiuta nach einem erfolgreichen Vorspiel in die Tourband von Sting aufgenommen, um das damals aktuelle Album The Soul Cages zu bewerben. Colaiuta blieb anschließend bei Sting und spielte mit ihm die Alben Ten Summoner’s Tales und Mercury Falling ein. Er ist auch auf den CDs Brand New Day und Sacred Love zu hören. Im September 2003 arbeitete Colaiuta erneut mit Sting zusammen, um mit ihm das Album Sacred Love live vorzustellen. Anschließend lehnte er das Angebot ab, auch auf der Welttour von Sting dabei zu sein. Seit Ende Oktober 2011 trat Vinnie Colaiuta nach über fünfzehn Jahren wieder mit Sting auf der Back to Bass Tour live auf.

## Equipment
Von 1997 bis 2012 spielte Colaiuta Gretsch-Trommeln auf der für ihn angefertigten „Vinnie Colaiuta Signature“-Serie. Von Anbeginn seiner Karriere spielte er ausschließlich Zildjian-Becken, an deren Weiterentwicklung er beteiligt war, sowie Sticks derselben Firma. Außerdem verwendet er DW-Fußmaschinen. Zudem benutzt er Remo-Schlagzeugfelle. Im April 2012 wechselte Vinnie Colaiuta zu Ludwig-Trommeln und Paiste-Becken. Seit Juni 2016 spielt Colaiuta wieder Gretsch Drums.

## Diskographie (Auswahl)

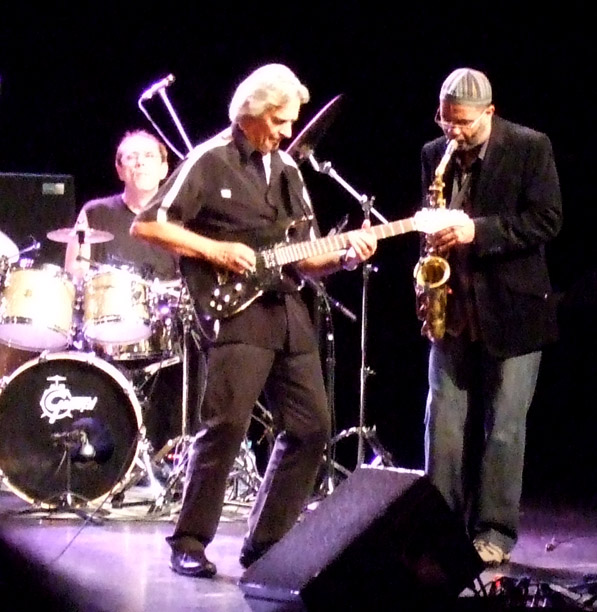
Colaiuta mit John McLaughlin und Kenny Garrett (Five Peace Band, 2008)

- 1979 – Joe’s Garage (mit Frank Zappa)
- 1979 – Collection (mit Lee Ritenour)
- 1980 – Verwunschen (mit André Heller)
- 1981 – Tinsel Town Rebellion (mit Frank Zappa)
- 1981 – Shut Up ’n Play Yer Guitar (mit Frank Zappa)
- 1981 – Nightwalker (mit Gino Vannelli)
- 1982 – Desire (mit Tom Scott)
- 1982 – Wild Things Run Fast (mit Joni Mitchell)
- 1984 – Emotion (mit Barbra Streisand)
- 1985 – Dog Eat Dog (mit Joni Mitchell)
- 1985 – Soul Kiss (mit Olivia Newton-John)
- 1986 – The Bridge (mit Billy Joel)
- 1987 – Swing Street (mit Barry Manilow)
- 1987 – Portrait (mit Lee Ritenour)
- 1987 – Famous Blue Raincoat (mit Jennifer Warnes)
- 1987 – Collaboration (mit George Benson)
- 1988 – Talk to Your Daughter (mit Robben Ford)
- 1988 – I’m Your Man (mit Leonard Cohen)
- 1988 – Guitar (mit Frank Zappa)
- 1988 – Y Kant Tori Read (mit Tori Amos)
- 1988 – Last Days of the Century (mit Al Stewart)
- 1989 – Secrets (mit Allan Holdsworth)
- 1989 – Upright (mit Philip Aaberg)
- 1989 – The Best of Feldman and the Generation Band (mit Victor Feldmann)
- 1989 – The Works (mit Nik Kershaw)
- 1989 – Still Cruisin’ (mit The Beach Boys)
- 1989 – Big Harvest (mit Indio: Gordon Peterson, Joni Mitchell, Larry Klein u. a.)
- 1990 – Sketchbook (mit John Patitucci)
- 1991 – Free (mit Rick Astley)
- 1991 – Any Way the Wind Blows (mit Frank Zappa)
- 1991 – Night Ride Home (mit Joni Mitchell)
- 1991 – House of Hope (mit Toni Childs)
- 1992 – Still (mit Tony Banks)
- 1992 – Wardenclyffe Tower (mit Allan Holdsworth)
- 1992 – The Hunter (mit Jennifer Warnes)
- 1993 – Ten Summoner’s Tales (mit Sting)
- 1993 – The Wedding Album (mit Duran Duran)
- 1993 – My World (mit Ray Charles)
- 1994 – Vinnie Colaiuta (Solo-Album, feat. Herbie Hancock, Chick Corea, Sting, Michael Landau)
- 1994 – Emperors of Soul (mit The Temptations)
- 1995 – Mercury Falling (mit Sting)
- 1995 – Good News from the Next World (mit den Simple Minds)
- 1995 – The Promise (mit John McLaughlin)
- 1995 – No Resemblance Whatsoever (mit Dan Fogelberg)
- 1996 – Dove C’E Musica (mit Eros Ramazzotti)
- 1996 – Lost Episodes (mit Frank Zappa)
- 1996 – Misses (mit Joni Mitchell)
- 1997 – Live From Blue Note Tokyo (mit Chick Corea)
- 1997 – Starfish and the Moon (mit Bill Evans)
- 1997 – Let’s Talk About Love (mit Céline Dion)
- 1998 – Spirit (mit Jewel)
- 1999 – Flamenco A Go-Go (mit Steve Stevens)
- 1999 – Brand New Day (mit Sting)
- 1999 – Touch (mit Bill Evans)
- 1999 – Enrique Iglesias (mit Enrique Iglesias)
- 1999 – Rainmaker (mit Lothar Kosse)
- 2000 – My Kind of Christmas (mit Christina Aguilera)
- 2000 – Two Against Nature (mit Steely Dan, auf Song Nr. 8)
- 2001 – M2 M Squared (mit Marcus Miller)
- 2001 – Voices (mit Mike Stern)
- 2001 – The Well (mit Jennifer Warnes)
- 2002 – Cry (mit Faith Hill)
- 2002 – From the Inside (mit Laura Pausini)
- 2003 – Michael Bublé (mit Michael Bublé)
- 2003 – 1 2 to the Bass (mit Stanley Clarke)
- 2003 – Sacred Love (mit Sting)
- 2003 – 9 (mit Eros Ramazzotti)
- 2004 – The System Has Failed (mit Megadeth)
- 2004 – Heart and Soul (mit Joe Cocker)
- 2004 – Motown Two (mit Michael McDonald)
- 2004 – A Christmas Album (mit James Taylor)
- 2005 – Never Gone (mit den Backstreet Boys)
- 2005 – PCD (mit den Pussycat Dolls)
- 2005 – Rock Swings (mit Paul Anka)
- 2005 – Pieces of a Dream (mit Anastacia)
- 2005 – It’s Time (mit Michael Bublé)
- 2005 – #1’s (mit Destiny’s Child)
- 2005 – Fireflies (mit Faith Hill)
- 2005 – Soulgrass (mit Bill Evans)
- 2006 – Industrial Zen (mit John McLaughlin)
- 2006 – Burning (mit Nils Gessinger)
- 2006 – The Ultimate Adventure (mit Chick Corea)
- 2006 – Amore (mit Andrea Bocelli)
- 2006 – Givin’ It Up (mit George Benson)
- 2007 – Call Me Irresponsible (mit Michael Bublé)
- 2007 – River: the Joni Letters (mit Herbie Hancock)
- 2010 – Now Is The Time (mit Jeff Lorber)
- 2011 – Galaxy (mit Jeff Lorber)
- 2021 – Trio (2021), mit John Patitucci und Bill Cunliffe

## Auszeichnungen und Ehrungen
- Colaiuta wurde insgesamt 18 Mal mit dem Drummer of the Year Award ausgezeichnet.
- 1996 erhielt er einen Eintrag in der Modern Drummer Hall of Fame.
- Der Rolling Stone listete ihn 2016 auf Rang 49 der 100 größten Schlagzeuger aller Zeiten.[2]